# Final de la Copa d'Europa de futbol de 1965
La final de la Copa d'Europa de 1965 va ser un partit de futbol jugat a l'estadi San Siro de Milà, Itàlia, el 27 de maig de 1965 com a cloenda de la Copa d'Europa de 1964-65.
El partit el van disputar l'Inter de Milà d'Itàlia, vigent campió, i el Benfica de Portugal, bicampió en anys anteriors.
Jair va marcar l'únic gol del partit al minut 43, i l'Inter de Milà va defensar amb èxit el seu títol i va guanyar el trofeu per segona vegada.

## Rerefons
L'Inter de Milà era el defensor del títol després d'haver derrotat el Reial Madrid per 3-1 a la final de l'any anterior, en la seva única experiència prèvia en finals de competicions europees.
El Benfica havia guanyat la competició dues vegades anteriorment, derrotant el FC Barcelona per 3-2 a la final de 1961 i el Reial Madrid per 5-3 a la final de 1962. Havien arribat a la final tres anys consecutius, però van perdre la tercera per 2-1 contra l'AC Milan el 1963.

## Ruta cap a la final
| Inter de Milà    | Inter de Milà | Inter de Milà | Inter de Milà | Ronda           | Benfica           | Benfica | Benfica | Benfica |
| ---------------- | ------------- | ------------- | ------------- | --------------- | ----------------- | ------- | ------- | ------- |
| Oponent          | Agr.          | Anada         | Tornada       |                 | Oponent           | Agr.    | Anada   | Tornada |
| Bye              | Bye           | Bye           | Bye           | Ronda Prelim.   | Aris Bonnevoie    | 10–2    | 5–1 (A) | 5–1 (H) |
| Dinamo București | 7–0           | 6–0 (H)       | 1–0 (A)       | Primera ronda   | La Chaux-de-Fonds | 6–1     | 1–1 (A) | 5–0 (H) |
| Rangers          | 3–2           | 3–1 (H)       | 0–1 (A)       | Quarts de final | Reial Madrid      | 6–3     | 5–1 (H) | 1–2 (A) |
| Liverpool FC     | 4–3           | 1–3 (A)       | 3–0 (H)       | Semifinals      | Vasas ETO Győr    | 5–0     | 1–0 (A) | 4–0 (H) |

### Inter de Milà
L'Inter de Milà es va classificar per a la competició com a defensor del títol i se li va concedir un bye a la ronda preliminar.
A la primera volta, l'Inter de Milà es va enfrontar al Dinamo București de Romania. L'Inter de Milà va guanyar el partit d'anada per 6-0 a casa i el partit de tornada per 1-0 fora, per avançar amb un global de 7-0.
L'Inter es va enfrontar al Rangers d'Escòcia als quarts de final. L'Inter va guanyar el partit d'anada per 3-1 a casa i va perdre el partit de tornada per 1-0 fora de casa, per avançar amb un global de 3-2.
A les semifinals, l'Inter de Milà es va enfrontar al Liverpool FC d'Anglaterra. Després de perdre el partit d'anada per 3-1 fora de casa, l'Inter de Milà va guanyar el partit de tornada per 3-0 a casa per avançar a la final amb un global de 4-3.

### Benfica
El Benfica es va classificar per a la competició com a guanyador de la Primeira Divisão 1963–64.
A la ronda preliminar, el Benfica va derrotar l'Aris Bonnevoie de Luxemburg per 5-1 fora de casa a l'anada i pel mateix marcador a casa a la tornada per avançar per 10-2 en el global.
El Chaux-de-Fonds de Suïssa va ser el rival del Benfica a la primera ronda. Després d'empatar 1-1 a l'anada fora de casa, el Benfica va guanyar el partit de tornada a casa per 5-0 i va avançar amb un global de 6-1.
El Benfica es va enfrontar al Reial Madrid als quarts de final. Després de guanyar el partit d'anada per 5-1 a casa, el Benfica va perdre el partit de tornada per 2-1 fora de casa i va avançar amb un global de 6-3.
A les semifinals, el Benfica va derrotar el Győri Vasas ETO d'Hongria per 1-0 a l'anada fora de casa i per 4-0 a la tornada a casa per avançar a la final amb un global de 5-0.

## Partit

### Detalls
| Inter de Milà | 1–0     | SL Benfica |
| ------------- | ------- | ---------- |
| Jair 43'      | Informe |            |

| Inter Milan | Benfica |

| GK              | 1  | Giuliano Sarti     |
| RB              | 2  | Tarcisio Burgnich  |
| LB              | 3  | Giacinto Facchetti |
| DM              | 4  | Gianfranco Bedin   |
| CB              | 5  | Aristide Guarneri  |
| SW              | 6  | Armando Picchi (c) |
| RW              | 7  | Jair               |
| CF              | 8  | Sandro Mazzola     |
| LW              | 9  | Joaquín Peiró      |
| CM              | 10 | Luis Suárez        |
| CM              | 11 | Mario Corso        |
| Entrenador:     |    |                    |
| Helenio Herrera |    |                    |

| GK            | 1  | Costa Pereira    |
| RB            | 2  | Domiciano Cavém  |
| CB            | 3  | Germano          |
| CB            | 4  | Raul Machado     |
| LB            | 5  | Fernando Cruz    |
| DM            | 6  | José Neto        |
| CM            | 7  | Mário Coluna (c) |
| RF            | 8  | José Augusto     |
| CF            | 9  | José Torres      |
| CF            | 10 | Eusébio          |
| LF            | 11 | António Simões   |
| Entrenador:   |    |                  |
| Elek Schwartz |    |                  |